# La sombra de Helena
La sombra de Helena (título original: Em família) es una telenovela brasileña producida y emitida por TV Globo, se estrenó el 3 de febrero de 2014 y finalizó el 18 de julio del mismo año, con un total de 143 capítulos. Considerada la sexta "telenovela de las 21hs.", reemplazando a Rastros de mentiras y sucedida por Imperio.
Escrita por Manoel Carlos, con la colaboración de Ângela Chaves, Juliana Peres, Maria Carolina, Mariana Torres, Marcelo Saback, Álvaro Ramos y Guilherme Vasconcellos, dirigida por Adriano Melo, João Boltshauser, Luciano Sabino, Teresa Lampreia y Thiago Teitelroit, con la dirección general de Jayme Monjardim y Leonardo Nogueira sobre núcleo de Jayme Monjardim. 
Protagonizada por Júlia Lemmertz, Bruna Marquezine y Humberto Martins, con las participaciones antagónicas de Gabriel Braga Nunes y Vivianne Pasmanter. Con las actuaciones estelares de Giovanna Antonelli, Reynaldo Gianecchini y Bianca Rinaldi. Cuenta además con las actuaciones de los primeros actores Helena Ranaldi, Leonardo Medeiros, Natália do Vale y Ana Beatriz Nogueira.
La sombra de Helena es la última telenovela escrita por Manoel Carlos para el horario estelar. Con esto, Rede Globo escogió mostrar una trama basada en situaciones familiares y triángulos amorosos, además de temas como el alcoholismo, la homosexualidad y el Parkinson.

## Trama

### Primera Fase
1985. Dos hermanas, Francisca (Juliana Aripe / Natália Do Vale) y Selma (Camila Raffanti / Ana Beatriz Nogueira), están casadas con dos hermanos, Ramiro (Oscar Magrini) e Itamar (Nelson Baskerville), respectivamente. 
De Francisca e Itamar, nacen Clara (Luana Marquezine / Karize Brum / Giovanna Antonelli), Felipe (Vinni Mazzola / Guilherme Prates / Thiago Mendonça) y Helena (Juliana Dalavia / Bruna Marquezine / Júlia Lemmertz). Selma y Ramiro tuvieron a Laerte (Eike Duarte / Guilherme Leicam / Gabriel Braga Nunes).
Helena y Laerte inician un romance desde la infancia, romance que se ve obstaculizado por los celos obsesivos de Laerte hacia Virgílio (Arthur Aguiar / Nando Rodrigues / Humberto Martins) un chico de origen humilde, que guarda el amor que siente por Helena, en respeto a la amistad que tiene por ella y Laerte, además de Shirley (Giovanna Rispoli / Alice Wegmann / Vivianne Pasmanter) que está enamorada de Laerte desde pequeña.
Un día Shirley ve a Helena ahogándose en un río pidiendo auxilio, sin embargo no la ayuda, quedando Helena inconsciente. Laerte y Virgílio consiguen ir a rescatarla, en ese momento Laerte tiene un ataque de celos, cuando Virgílio le da respiración de boca a boca, Helena es llevada al hospital en estado grave, sin embargo consigue despertar.

### Segunda Fase
1990. Tiempo después, en la adolescencia, Helena y Laerte siguen juntos, viviendo su tormentosa historia de amor debido a los celos obsesivos de Laerte con Helena, el motivo de las idas y vueltas de los dos. Él le obsequia un collar de un fénix, un ave que renace de las cenizas, como él promete que será su amor: Infinito, que siempre renacerá.
Pero cuando sus sueños están a punto de volverse realidad, una tragedia marca para siempre la vida de los dos; En el altar de la iglesia, en medio de la ceremonia de casamiento con Helena, Laerte cae preso por intento de asesinato a Virgilio, Pues lo hirió y lo enterró vivo luego de que Virgilio lo encontró en la cama con una prostituta en su despedida de soltero y haberlo amenazado con contarle todo a Helena. Después de todo este escándalo, todavía en el altar, al padre de la novia le ocurre un infarto, apartándolo de Helena, que pasa a odiar a Laerte por todo lo que hizo. Laerte es condenado a 1 año de prisión, antes de cumplir la sentencia, él visita a Helena y exige participar en la vida del hijo que ella espera, pero ella se venga, diciendo que abortó al bebé. Laerte la agrede, acusándola de matar a su hijo. Helena se desespera, pero no revela que en realidad le esconde su embarazo.Asustada con todo Helena decide mudarse hacia Río de Janeiro con su familia, Virgílio y Neidinha (Jessica Barbosa / Carla Cristina), hermana de Virgilio.
En Río, Neidinha, es violada por 3 hombres, la joven entra en estado de pánico y toda la familia se desespera. Helena queda aterrorizada con la violencia que su mejor amiga sufre y queda muy mal, sufriendo un aborto espontáneo y entrando en depresión, Virgílio demuestra una vez más que es el mejor amigo de la joven apoyándola y amparándola.
Después de cumplir la pena de 1 año, Laerte vuelve a casa de su madre, que dejó de tener contacto con su hermana y sobrinos después de todo lo que pasó, Laerte descubre que tuvo un hijo con Shirley, la eterna rival de Helena, que hizo de todo para separarlos y que sedujo a Laerte antes de cumplir su condena y consiguió embarazarse de él, aunque Laerte no quería asumir al bebé, sin salida lo registra como su hijo, pero no desea una vida de padre y hombre de familia, abandonando a Shirley y el bebé.
Decidido a seguir sus sueños, y olvidar su pasado dejando todo atrás, él va para Europa para perfeccionarse como flautista, completando sus estudios de música.

### Tercera Fase
2014. Pasados 24 años, Helena se transformó en subastadora, de clase alta y casada con Virgílio. Ellos son Padres de Luiza (Bruna Marquezine)
Laerte se transformó en un flautista muy famoso, presentándose por el mundo. Hace diez años que está casado con la pianista Verônica (Helena Ranaldi), con quien vive en Viena, Austria. En cuanto Verônica lo ama y trata de complacero en todo, Laerte es frío y distante, lo que hace sufrir a Verônica. Todo empeora cuando van a vivir a Río de Janeiro, pues Verônica sabe de la obsesión de él por Helena, en Brasil él se vuelve agresivo e impaciente con Verônica, que intenta hacer cambiar a su marido con ayuda de su suegra, Selma.
Todavía en Austria, en un concierto, él conoce a Luiza y queda fascinado de su semejanza con Helena, la mujer que nunca olvidó. Verônica percibe que Luiza también representa una amenaza a su felicidad conyugal, entrando en gran furia. Laerte vuelve a Brasil para visitar a su padre enfermo. Aquí, reencuentra a Shirley, que todavía está enamorada de él, al que perdona y pasa a tratar como amigo, aunque sigue queriendo seducirlo. Ella le presenta a su hijo, Leto (Ronny Kriwat), que comienza a tratar de convivir con su padre, que nunca conoció personalmente, intentando perdonarlo.
El punto alto de la trama es el reencuentro de Helena y Laerte. Los dos pelean, se acusan y se agreden, despertando todo el odio que sienten el uno por el otro, en cuanto hay una pasión escondida.
Paralelamente está la historia de Clara, hermana de Helena, una dueña de casa fiel y feliz, que tiene un hijo pequeño llamado Iván (Victor Figuereido), pero que de un momento a otro pasa a vivir un gran dilema: Quedarse junto a su esposo, Cadu (Reynaldo Gianecchini), que descubre tener problemas cardíacos, o quedarse con su amiga y jefa, Marina (Tainá Müller), una fotógrafa que está enamorada de ella.
Felipe, hermano de Helena, es médico y vive el drama de la dependencia del alcohol, buscando ayuda en su familia para tratarse.
Juliana (Gabriela Carneiro / Vanessa Gerbelli), la hermana menor de Francisca y Selma, nunca consiguió ser madre. Ella y su marido, Fernando (Leonardo Medeiros), se divorcian luego de vivir un infierno de peleas. Ella queda obsesionada con adoptar a la hija de una empleada, que muere en un accidente. Dispuesta a todo por obtener a la pequeña, ella llega hasta secuestrarla, hasta que toma una decisión radical: Casarse con el padre biológico de la niña para tenerla a su lado, enfrentando un casamiento infeliz por tener a la pequeña a su lado, a pesar de eso logra concebir un niño que dará por nombre Arturo
La trama tiene un giro radical cuando Laerte comienza a Luiza, cuando se inscribe en su escuela de música para aprender flauta. Sin resistirse al primo y profesor, pasa a relacionarse amorosamente con él, aunque él sea mucho mayor que ella . Después de todo, Luiza se acaba por sentir culpable, pues sabe todo el mal que el causó a su familia, pero no consigue resistirse a los encantos del flautista, temiendo que su madre descubra el romance, pues no quiere verla sufrir, quedando dividida entre su atracción por Laerte y el amor por su Madre.

## Reparto

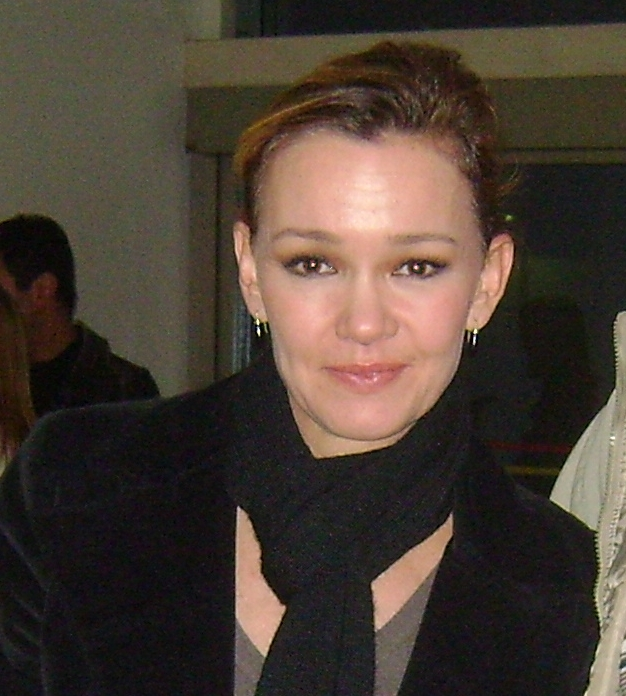
Júlia Lemmertz interpreta a Helena.

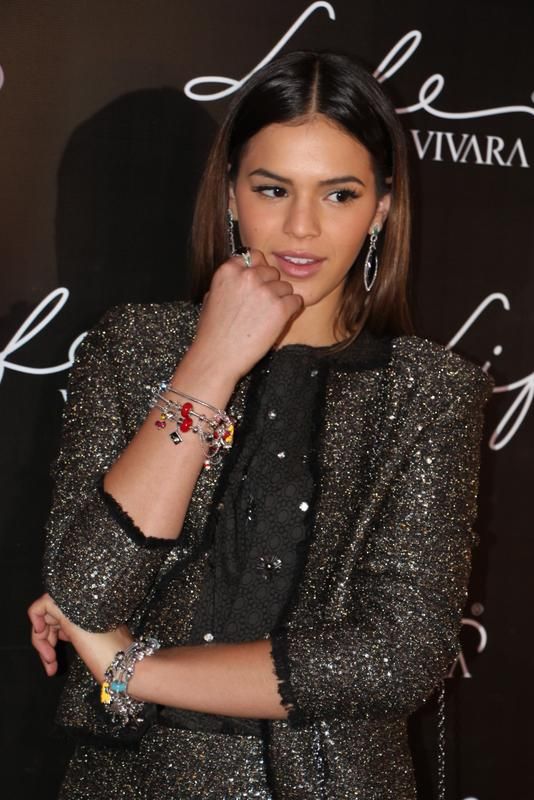
Bruna Marquezine interpreta a Helena & Luiza.

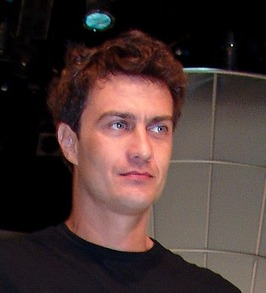
Gabriel Braga Nunes interpreta a Laerte.

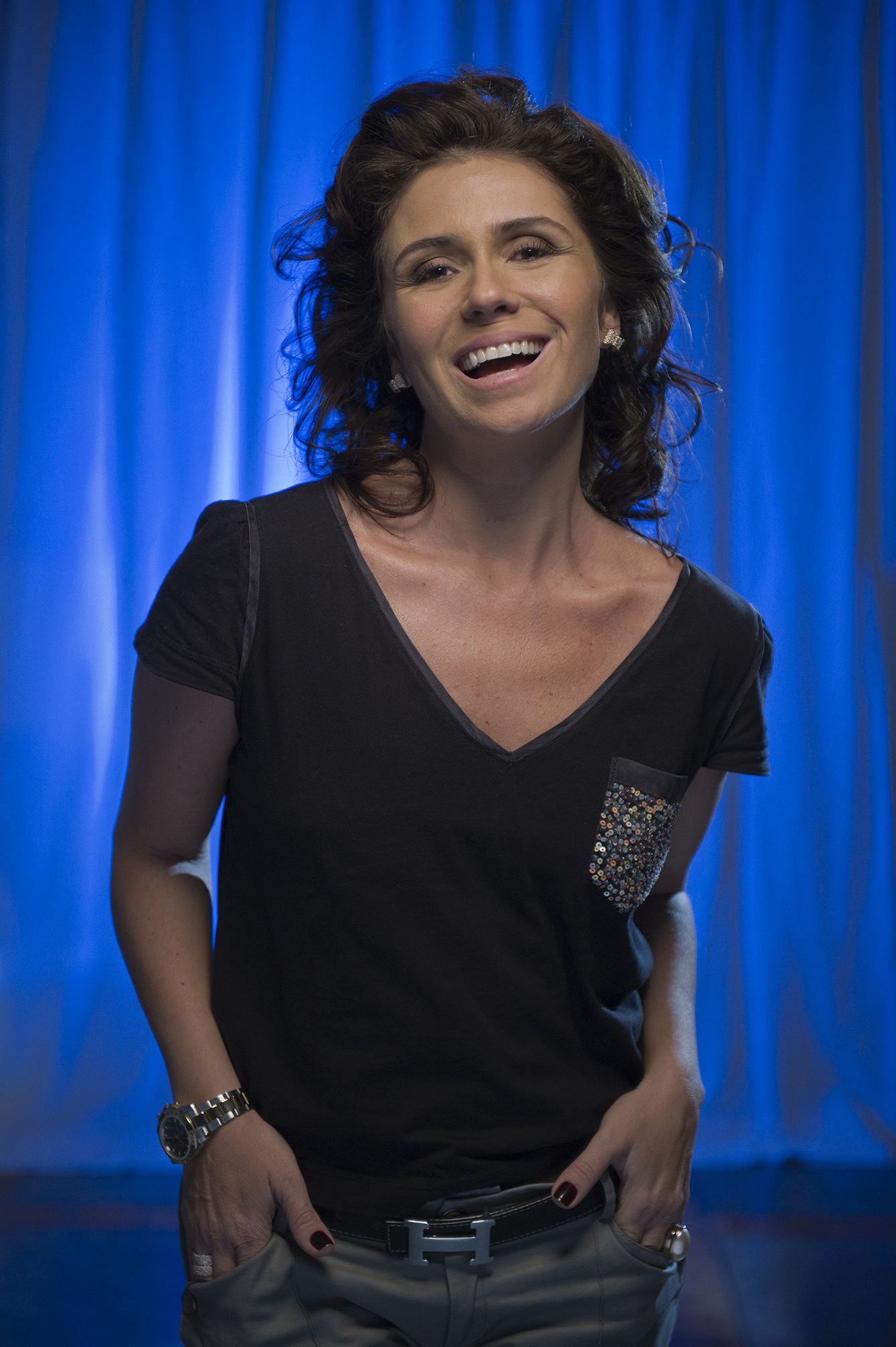
Giovanna Antonelli interpreta a Clara Fernandes de Santos.

| Actor/Actriz               | Personaje                   | Fase    |
| -------------------------- | --------------------------- | ------- |
| Júlia Lemmertz             | Helena Fernandes Machado    | 3ª      |
| Bruna Marquezine           | Helena Fernandes Machado    | 2ª      |
| Julia Dalavia              | Helena Fernandes Machado    | 1ª      |
| Gabriel Braga Nunes        | Laerte Fernandes            | 3ª      |
| Guilherme Leicam           | Laerte Fernandes            | 2ª      |
| Eike Duarte                | Laerte Fernandes            | 1ª      |
| Humberto Martins           | Virgilio Machado            | 3ª      |
| Nando Rodrigues            | Virgilio Machado            | 2ª      |
| Arthur Aguiar              | Virgilio Machado            | 1ª      |
| Vivianne Pasmanter         | Shirley Soares              | 3ª      |
| Alice Wegmann              | Shirley Soares              | 2ª      |
| Giovanna Rispoli           | Shirley Soares              | 1ª      |
| Bruna Marquezine           | Luisa Fernandes Machado     | 3ª      |
| Louise D'Tuani             | Lívia Couto de Guimarães    | 3ª      |
| Érika Januza               | Alice Machado Torres        |         |
| Natália do Vale            | Francisca Fernandes (Chica) | 3ª      |
| Juliana Araripe            | Francisca Fernandes (Chica) | 1ª y 2ª |
| Giovanna Antonelli         | Clara Fernandes de Santos   | 3ª      |
| Karize Brum                | Clara Fernandes de Santos   | 2ª      |
| Luana Marquezine           | Clara Fernandes de Santos   | 1ª      |
| Vanessa Gerbelli           | Juliana Proença             | 3ª      |
| Gabriela Carneiro da Cunha | Juliana Proença             | 1ª y 2ª |
| Ana Beatriz Nogueira       | Selma Proença Fernandes     | 3ª      |
| Camila Raffanti            | Selma Proença Fernandes     | 1ª y 2ª |
| Reynaldo Gianecchini       | Carlos Eduardo (Cadu)       |         |
| Helena Ranaldi             | Verónica                    |         |
| Herson Capri               | Ricardo                     |         |
| Bianca Rinaldi             | Silvia                      |         |
| Paulo José                 | Benjamín Machado            |         |
| Ângela Vieira              | Branca                      |         |
| Bruno Gissoni              | Andrés Machado              |         |
| Oscar Magrini              | Ramiro Fernandes            |         |
| Thiago Mendonça            | Felipe Fernandes            | 3ª      |
| Guilherme Prates           | Felipe Fernandes            | 2ª      |
| Vinni Mazzola              | Felipe Fernandes            | 1ª      |
| Leonardo Medeiros          | Fernando Nando              |         |
| Tainá Müller               | Marina Meirelles            |         |
| Miguel Thiré               | Gabriel                     |         |
| Betty Gofman               | Miss Lauren                 |         |
| María Eduarda              | Vanessa                     |         |
| Nelson Baskerville         | Jeremías Fernandes          |         |
| Poliana Aleixo             | Bárbara Soares Fernandes    |         |
| Ronny Kriwat               | Leto Soares Fernandes       |         |
| Manu Gavassi               | Paula                       |         |
| Cláudia Assunção           | Mafalda Soares              |         |
| Monique Curi               | Telma                       |         |
| Rafael Tombini             | Leandro                     |         |
| Carla Cristina             | Neidita Machado             |         |
| Sacha Bali                 | Murilo                      |         |
| Marcello Melo Jr.          | Jairo Machado               |         |
| Antônio Petrin             | Viriato Soares              |         |
| Roberta Almeida            | Sandra                      |         |
| Silvia Quadros             | Isolda                      |         |
| Cláudia Mauro              | Ana                         | 3ª      |
| Camilla Camargo            | Ana                         | 2ª      |
| Lica Oliveira              | Dulce                       |         |
| Ágatha Moreira             | Gisele                      |         |
| Wilson Rabelo              | Batista                     |         |
| Carol Macedo               | Gorete                      |         |
| Jéssika Alves              | Guiomar                     |         |
| María Pompeu               | Amelia                      |         |
| Tânia Toko                 | Rosa                        |         |
| Ju Colombo                 | Ceiça                       |         |
| Vitor Figueiredo           | Iván                        |         |
| Luiza Moraes               | Flavinha                    |         |
| Nicole Evangeline          | Lais                        |         |
| Cyria Coentro              | María                       |         |
| Rafael Zulú                | Luis                        |         |
| Henrique Schafer           | Viriato                     |         |

## Audiencia
| Horário                | # Eps. | Estreno              | Estreno           | Final               | Final           | Posición | Temporada | Media General |
| Horário                | # Eps. | Data                 | Primeiro capítulo | Data                | Último capítulo | Posición | Temporada | Media General |
| ---------------------- | ------ | -------------------- | ----------------- | ------------------- | --------------- | -------- | --------- | ------------- |
| Segunda - Sabádo 21:15 | 143    | 3 de febrero de 2014 | 33                | 18 de julio de 2014 | 37              | TBA      | 2014      | 30            |

| Data                  | Puntos | Capítulo |
| --------------------- | ------ | -------- |
| 10 de febrero de 2014 | 36     | 007      |

El primer capítulo anotó 33 puntos con 53% de share, sobre una base consolidada. Fue el peor debut de una novela de nueve en todo momento. Las 2 anteriores novelas de las nueve, Amor à Vida y Salve Jorge debutaron con 35 puntos. En el segundo capítulo bate el primer récord negativo, tuvo 29 puntos y 51% de Share. La trama rompe récord de audiencia en la segunda semana alcanzado 36 puntos luego su audiencia baja considerablemente. Después de estar paralizada entre 30 y 29 puntos durante meses, el 04-06 la trama registra un récord de 33 puntos. En su tramo final, los índices aumentaron considerablemente. En el segundo día 14 de julio llegó a 35 puntos y 38 de pico. El martes cayó a escasos 31 puntos, obtuvo 34 puntos el miércoles. En el penúltimo capítulo la trama registro 36 puntos y alcanzó picos de 41 y 62% de Share. Su último capítulo registró 37 puntos con picos de 41, con un 63% de Share siendo así el final menos visto de la historia de una novela de las nueve. La novela batió todos los récords negativos del horario llegando a registrar cifras jamás vistas a las nueve. La novela finalizó con una media general de 30 puntos, el promedio más bajo de Globo a las 21h en todo momento.